# Wie in alten Zeiten
Wie in alten Zeiten (Originaltitel: The Love Punch) ist ein romantisches Heist-Movie von Joel Hopkins aus dem Jahr 2013. In den Hauptrollen spielen Pierce Brosnan und Emma Thompson ein geschiedenes Ehepaar, das sich – nachdem sie einem Hedgefonds-Manager aufgesessen sind – noch einmal zusammenrauft, um das Geld wiederzubeschaffen und sich dabei näherkommt. Der Film hatte seine Premiere am 12. September 2013 beim Toronto International Film Festival. Der deutsche Kinostart war am 16. Oktober 2014.

## Handlung
Der Investment-Banker Richard Jones sieht zuversichtlich seinem Ruhestand entgegen. Er hat seine Firma einem Investor aus Paris verkauft und die Pensionen für seine Mitarbeiter sichergestellt. Entsetzt muss er jedoch eines Morgens feststellen, dass der skrupellose Käufer Vincent Kruger seine Firma bewusst in den Ruin getrieben hat; all seine Bezüge und die seiner Mitarbeiter sind verloren, inklusive Altersvorsorgen und Krediten für das Studium der Kinder. Richard verspricht seinen Mitarbeitern, das Geld wiederzubeschaffen.
Er sucht Rat bei seiner Exfrau Kate, mit der er spontan beschließt, nach Paris zu fahren und Vincent zur Rede zu stellen. Das Unterfangen ist aussichtslos, und sie werden nach einer kurzen Begegnung wieder vor die Tür gesetzt. Sie bringen in Erfahrung, dass Vincent demnächst seine Hochzeit mit Manon Fontane feiern wird. Außerdem weiß Kate, dass Manon dabei einen 10 Millionen Dollar teuren Diamanten um den Hals tragen wird. Sie tüfteln einen Plan aus, um den Diamanten zu stehlen, und sich somit ihre Pensionen wiederzuholen.
Kate gelingt es zunächst, in den kleinen Kreis von Manons intimem Junggesellinnenabschied zu kommen, und sie erfährt so, dass zu der Hochzeit zwei unbekannte Pärchen aus Texas eingeladen sind. Mithilfe ihres Sohnes Matt, der in Computerattacken versiert ist, bringen sie das Hotel der Texaner in Erfahrung und überwältigen diese bei deren Ankunft, um an die Einladungskarten für die Hochzeitsfeier zu kommen. Mittlerweile haben sie Unterstützung von ihren Freunden Jerry und Pen bekommen, die eigens angereist sind und in den Plan einwilligen, auf der Hochzeit die Identität der Texaner anzunehmen.
Da für den Einlass im Château ein Fingerabdruck notwendig ist, gelangen sie mit Taucherausrüstung über die Klippen auf das Gelände. Auf der Party angekommen, versuchen sie in die Gemächer von Manon vorzudringen. Dort werden sie von Manon überrascht, die aufgebracht zu sein scheint. Als Kate entdeckt wird, ist Manon überglücklich, sich bei ihr aussprechen zu können, während Richard versucht, an den Diamanten heranzukommen. Die Situation eskaliert, als die echten Texaner auf der Hochzeit auftauchen. Kate und Richard werden in einen Lieferwagen gesperrt und sollen die Klippe hinuntergestürzt werden. Im letzten Moment werden sie von Manon gerettet, die sich inzwischen bereits wieder von Vincent scheiden lassen will. Richard verkauft den Diamanten, sodass er seine Mitarbeiter üppig entschädigen kann. Dann geht er mit seiner Exfrau auf Reisen.

## Kritik
Der Film erhielt überwiegend negative Kritiken. Bei Rotten Tomatoes sind nur 27 % der Kritiken positiv bei insgesamt 51 Kritiken. Im Kritikerkonsens heißt es: „Trotz einiger extrem talentierter Hauptdarsteller und einer Prämisse, die unterhaltsame Action und eine gute Komödie verspricht, schafft es Wie in alten Zeiten, es mit diesem pfuscherhaften Versuch eines Heist-Movies komplett zu vermasseln.“ (englisch: „In spite of a pair of extremely talented leads and a premise that should lend itself to entertaining action and comedy, The Love Punch manages to waste it all on a bungled attempt at classic caper cinema.“) Der Filmdienst bezeichnete den Film als „belanglos-alberne Mischung aus ‚Rififi‘-Paraphrase und Geschlechterkampf, die über die Machenschaften der Finanzindustrie kein Wort verliert und sich altbacken und betulich an einigen Slapstick-Momenten abarbeitet“.